# تابي فاسموت
تابي فاسموت (مواليد 25 أغسطس 1996) هي لاعبة كرة قدم ألمانية تلعب في مركز المهاجم في نادي فولفسبورغ.